# Rio Orne
O rio Orne é um rio no norte da França que desagua no canal da Mancha no porto de Ouistreham. Dá nome ao departamento de Orne. Nasce em Aunou-sur-Orne, a leste de Sées. O rio Odon é um dos seus afluentes. 
O rio Orne passa pelos seguintes departamentos e cidades:
- Orne: Sées, Argentan, Écouché, Putanges-Pont-Écrepin
- Calvados: Pont-d'Ouilly, Clécy, Thury-Harcourt, Caen, Ouistreham

Entre Caen e Ouistreham (na parte de estuário) corre ao seu lado um canal paralelo, inaugurado em 1857. Este canal está destinado a facilitar a navegação até ao porto de Caen, embora hoje seja pouco usada uma vez que a atividade portuária está centrada em Ouistreham.
Os seus principais afluentes são:
- o rio Dan em Blainville-sur-Orne (margem esquerda),
- o rio Odon (47 km) em Caen (margem esquerda),
- o rio Laize (32 km) em Clinchamps-sur-Orne (margem direita),
- o rio Guigne (11 km) em Amayé-sur-Orne (margem esquerda),
- o rio Noireau (43 km) em Pont-d'Ouilly (margem esquerda),
- o rio Rouvre (42 km) em Mesnil-Villement (rive gauche),
- o Baize (26 km) em Isles-Bardel (margem direita),
- o rio Maire  (16 km) em Écouché (margem esquerda),
- o rio Udon (28 km) em Écouché (margem esquerda),
- o rio Cance (26 km) em Écouché (margem esquerda),
- o rio Houay (13 km) em  Goulet (margem direita),
- o Baize (15 km) em Argentan (margem esquerda),
- o rio Ure (30 km) em Argentan (margem direita),
- o Don (30 km) em Médavy (margem direita),
- o rio Thouanne (18 km) em Mortrée (margem esquerda),
- o rio Sennevière (14 km) em Mortrée (margem esquerda).

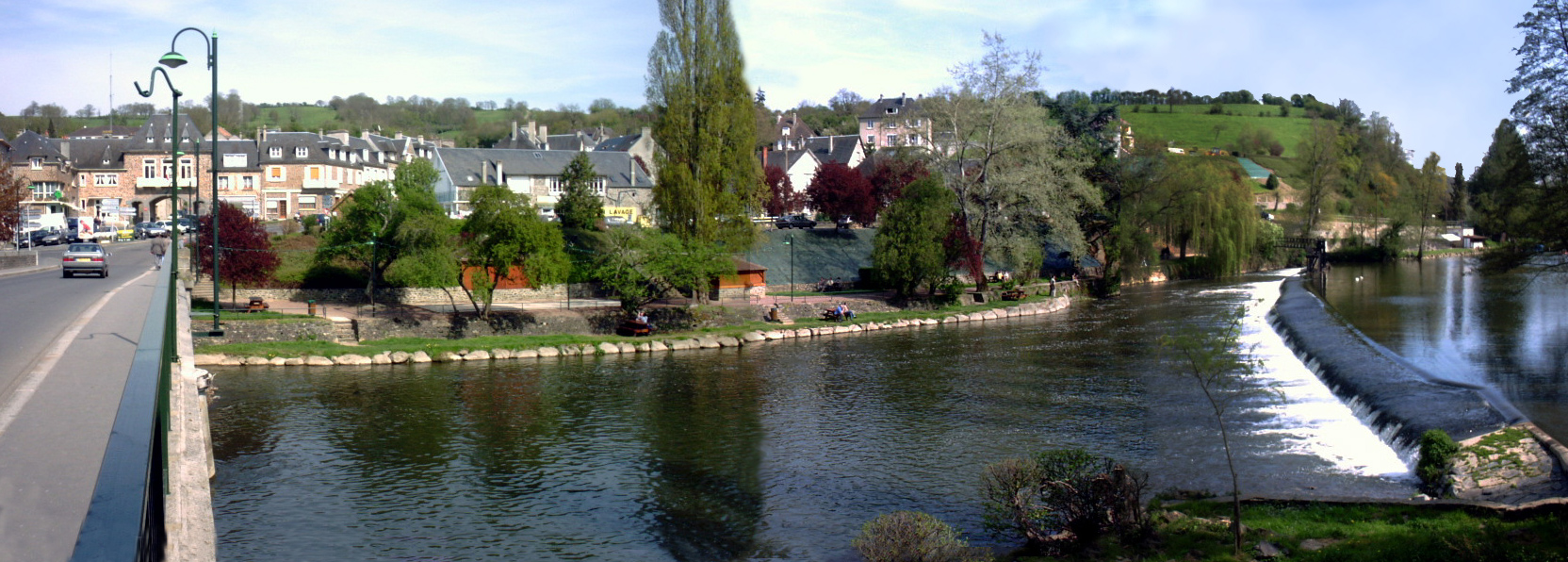
O rio Orne em Pont-d'Ouilly

## Ligações externas

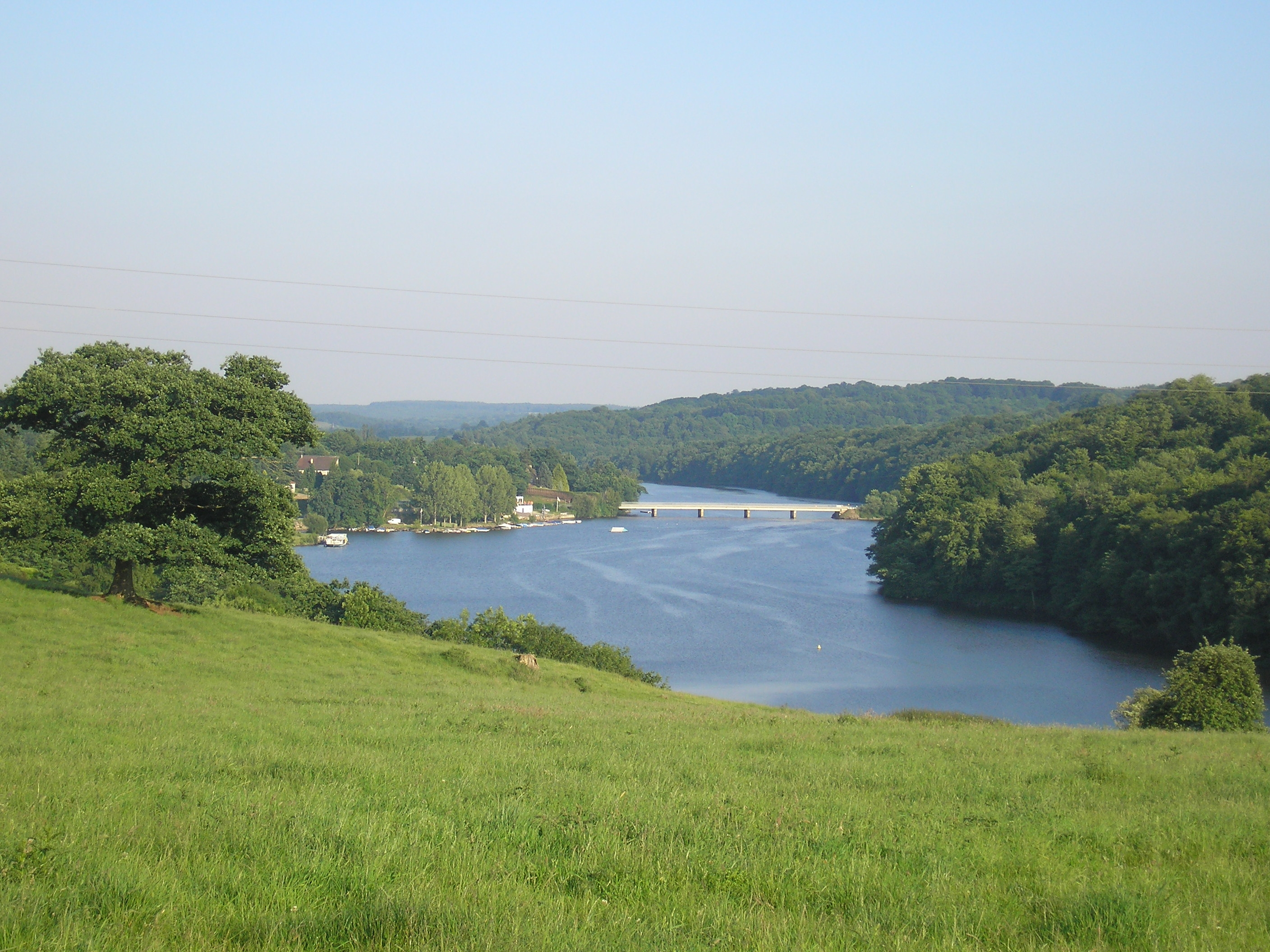
O rio Orne em Rabodanges.